# Copa Mariscal Ramón Castilla
La Copa Mariscal Ramón Castilla fue un torneo amistoso de fútbol disputado exclusivamente entre las selecciones de Argentina y Perú. Se realizaron tan solo tres ediciones, las cuales se disputaban a manera de partidos de ida y vuelta. Los tres torneos fueron ganados por Argentina, así como también todos los partidos jugados.

## Palmarés
- Campeón:

 Argentina (3)
- Subcampeón:

 Perú (3)

## Primera edición
| Fecha                                                                                   | Sede         | Equipo local | Resultado | Equipo visitante |
| --------------------------------------------------------------------------------------- | ------------ | ------------ | --------- | ---------------- |
| 25 de octubre de 1972                                                                   | Lima         | Perú         | 0 - 2     | Argentina        |
| 25 de julio de 1973                                                                     | Buenos Aires | Argentina    | 3 - 1     | Perú             |
| Argentina campeón al ganar los partidos de ida y vuelta con un resultado global de 5-1. |              |              |           |                  |

## Segunda edición
| Fecha                                                                                     | Sede         | Equipo local | Resultado | Equipo visitante |
| ----------------------------------------------------------------------------------------- | ------------ | ------------ | --------- | ---------------- |
| 28 de octubre de 1976                                                                     | Lima         | Perú         | 1 - 3     | Argentina        |
| 10 de noviembre de 1976                                                                   | Buenos Aires | Argentina    | 1 - 0     | Perú             |
| Argentina campeón al ganar los partidos de ida y vuelta y con un resultado global de 4-1. |              |              |           |                  |

## Tercera edición
| Fecha                                                                                     | Sede         | Equipo local | Resultado | Equipo visitante |
| ----------------------------------------------------------------------------------------- | ------------ | ------------ | --------- | ---------------- |
| 19 de marzo de 1978                                                                       | Buenos Aires | Argentina    | 2 - 1     | Perú             |
| 23 de marzo de 1978                                                                       | Lima         | Perú         | 1 - 3     | Argentina        |
| Argentina campeón al ganar los partidos de ida y vuelta y con un resultado global de 5-2. |              |              |           |                  |